# Engenharia hidráulica

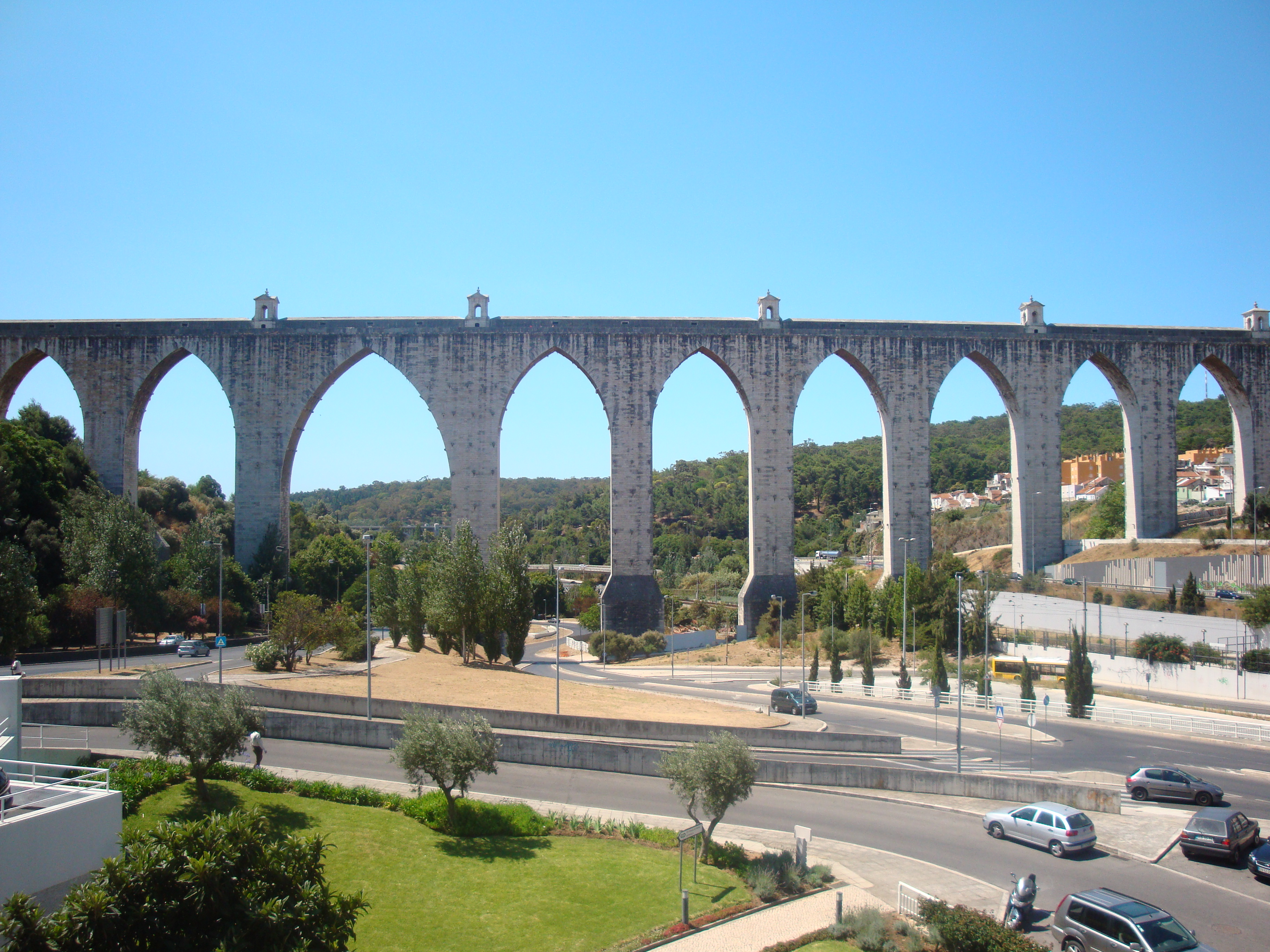
Aqueduto das Águas Livres em Lisboa, obra de engenharia hidráulica do século XVIII.

A engenharia hidráulica é o ramo da engenharia civil, engenharia mecânica e engenharia sanitária que se ocupa do fluxo e do transporte de fluidos, especialmente de águas e esgotos. A sua atividade também se relaciona intimamente com a engenharia do ambiente (Engenharia Ambiental).
Este ramo da engenharia civil, mecânica, ambiental e sanitária é responsável pela realização de projetos como os de sistemas de esgotos, de redes de abastecimento de água, de sistemas de irrigação, de sistemas de drenagem, de obras portuárias, de barragens e de hidrovias. A engenharia hidráulica aplica os princípios da mecânica dos fluidos aos problemas ligados à recolha, armazenamento, controlo, transporte, regulação, medição e uso das águas. Uma característica destes sistemas é a do uso extensivo da gravidade como força motriz para provocar a movimentação dos fluidos. A engenharia hidráulica também se preocupa com as correntes de água, com o transporte de sedimentos através dos cursos de água, e com a interação da água com os seus limites aluviais.

## História
Os primeiros projetos de engenharia hidráulica foram desenvolvidos há milhares de anos na roma antiga e destinavam-se à irrigação dos campos agrícolas. Desde então, têm sido constantes as obras para o controle e abastecimento de água para a produção de alimentos. As primeiras máquinas hidráulicas - das quais a primeira foi o relógio de água - apareceram no início do segundo milénio a.C.. Outros exemplos de sistemas que faziam uso da gravidade para fazer mover a água eram o sistema Qanat na antiga Pérsia e o semelhante sistema Turpan na antiga China, bem como os canais de irrigação no Peru.
Na China antiga, a engenharia hidráulica estava altamente desenvolvida, sendo construídos enormes canais com diques e barragens para canalizar a água para irrigação, e eclusas que permitiam o atravessamento de navios. Dentre os projetistas destes canais, notabilizou-se Sunshu Ao, considerado o primeiro engenheiro hidráulico chinês. A Ximen Bao - outro importante engenheiro hidráulico chinês - foi creditado o início da prática da irrigação em larga escala através de canais, durante o Período dos Reinos Combatentes (481 a.C. a 221 a.C.). Ainda hoje, os engenheiros hidráulicos são alvo de um grande respeito na China, um exemplo sendo o seu ex-presidente, Hu Jintao, que foi um antigo engenheiro hidráulico.
No século VI a.C., foi construído o Túnel de Eupalinos pelo engenheiro grego Eupalinos de Mégara, um enorme feito tanto de engenharia civil como de engenharia hidráulica. Em termos de engenharia civil, o aspeto notável foi o fato de o túnel ter sido escavado a partir de ambas as extremidades, o que obrigou a um trabalho de grande precisão de modo a permitir que os dois troços do túnel se encontrassem um com o outro e de modo a garantir um pendente suficiente para a água fluir.
A engenharia hidráulica tornou-se altamente desenvolvida no Império Romano, onde foi especialmente aplicada à construção e à manutenção de aquedutos para o fornecimento de água e a drenagem de esgotos urbanos. Além de proverem as necessidades dos cidadãos em termos de água, os engenheiros romanos usaram meios hidráulicos de mineração, para a prospeção e extração de depósitos aluviais de ouro e de outros minérios como o estanho e o chumbo.
Posteriores avanços na engenharia hidráulica ocorreram no mundo islâmico, entre os séculos VIII e XVI, no período que é conhecido como a "Idade de de Ouro do Islão". De particular importância era o sistema tecnológico de gestão da água, fulcral para a Revolução Agrícola Árabe e um precursor da moderna tecnologia. Os vários componentes deste sistema foram desenvolvidos em diferentes regiões da Europa, Ásia e África, dentro e fora do mundo islâmico. Contudo, foi nas regiões islâmicas medievais que o sistema de gestão da água foi montado e padronizado, sendo subsequentemente difundido para o resto do mundo. Sob o domínio unificado do Califado islâmico, diferentes tecnologias hidráulicas regionais foram montadas num sistema tecnológico de gestão da água que viria a ter um impacto global. Nos vários componentes de várias origens regionais deste sistema incluiam-se canais, barragens, o sistema Qanat persa, aparelhos de elevação de água como a nora, o shaduf e a bomba de parafuso do Egito, o moinho de vento do Afeganistão, saqiya da Espanha muçulmana, a bomba recíproca do Iraque e o sistema hidráulico com engrenagens da Síria.

## O engenheiro hidráulico
O engenheiro hidráulico ou de recursos hídricos, pode ser especializado em engenharia de saneamento, hidrologia, hidráulica fluvial, ou ainda em hidráulica marítima, planeja e orienta, dentre outras coisas, o uso da água de bacias hidrográficas, elaborando Planos Diretores de Bacias Hidrográficas. Ele também pode desenvolver planos de redes de água e de esgotos, irrigação e drenagem, além de projetar canais, portos, molhes, diques, quebra-mares, píers  e barragens, usinas hidrelétricas etc. Este profissional também pode acompanhar a exploração de lençóis subterrâneos e o tratamento de águas contaminadas, trabalhar em gestão ambiental dos recursos hídricos, assim como pode trabalhar em modelos físicos ou matemáticos em laboratórios de hidráulica.
A organização, a iniciativa e o interesse por questões sociais, ambientais e ecológicas são alguns traços de personalidade que ajudam o profissional a ter sucesso no mercado de trabalho.
O engenheiro hidráulico ou de recursos hídricos pode atuar em laboratórios de hidráulica ou em empresas de consultoria voltadas à estudos hidrológicos, projetos de obras fluviais ou marítimas, criação de sistemas de irrigação, drenagem, saneamento, bombeamento e desenvolvimento de canais, portos e barragens, projeto de grandes ou pequenas centrais hidrelétricas (PCH). Pode ainda desenvolver projetos de investigação e remediação de solos e águas subterrâneas contaminadas.

## Engenharia hidráulica no Brasil
No Brasil, o exercício da profissão exige inscrição no Conselho Regional de Engenharia e Agronomia (CREA).

## Literatura
- PRASUHN, Alan L. Fundamentals of Hydraulic Engineering, Nova Iorque: Holt, Rinehart, and Winston, 1987.

- BURKE, Edmund, "Islam at the Center: Technological Complexes and the Roots of Modernity", Journal of World History, University of Hawaii Press, junho de 2009

- HILL, Donald Routledge, "Mechanical Engineering in the Medieval Near East", Scientific American, maio de 1991.

- HILL, Donald Routledge, A History of Engineering in Classical and Medieval Times, Routledge, 1996.

- GANCHY, Sally, GANCHER, Sarah, Islam and Science, Medicine, and Technology, The Rosen Publishing Group, 2009.

- TURNER, Howard, Science in Medieval Islam: An Illustrated Introduction, University of Texas Press, 1997.

- RIOS, Jorge L. Paes - "Estudo de um Lançamento Subfluvial.Metodologia de Projeto e Aspectos Construtivos do Emissário de Manaus" - Congresso Interamericano de AIDIS - Panamá, 1982.

- AZEVEDO Netto et al. - Manual de Hidráulica - Editora Blucher - São Paulo, 2001.